# Karl-Heinz Bernhardt (Meteorologe)

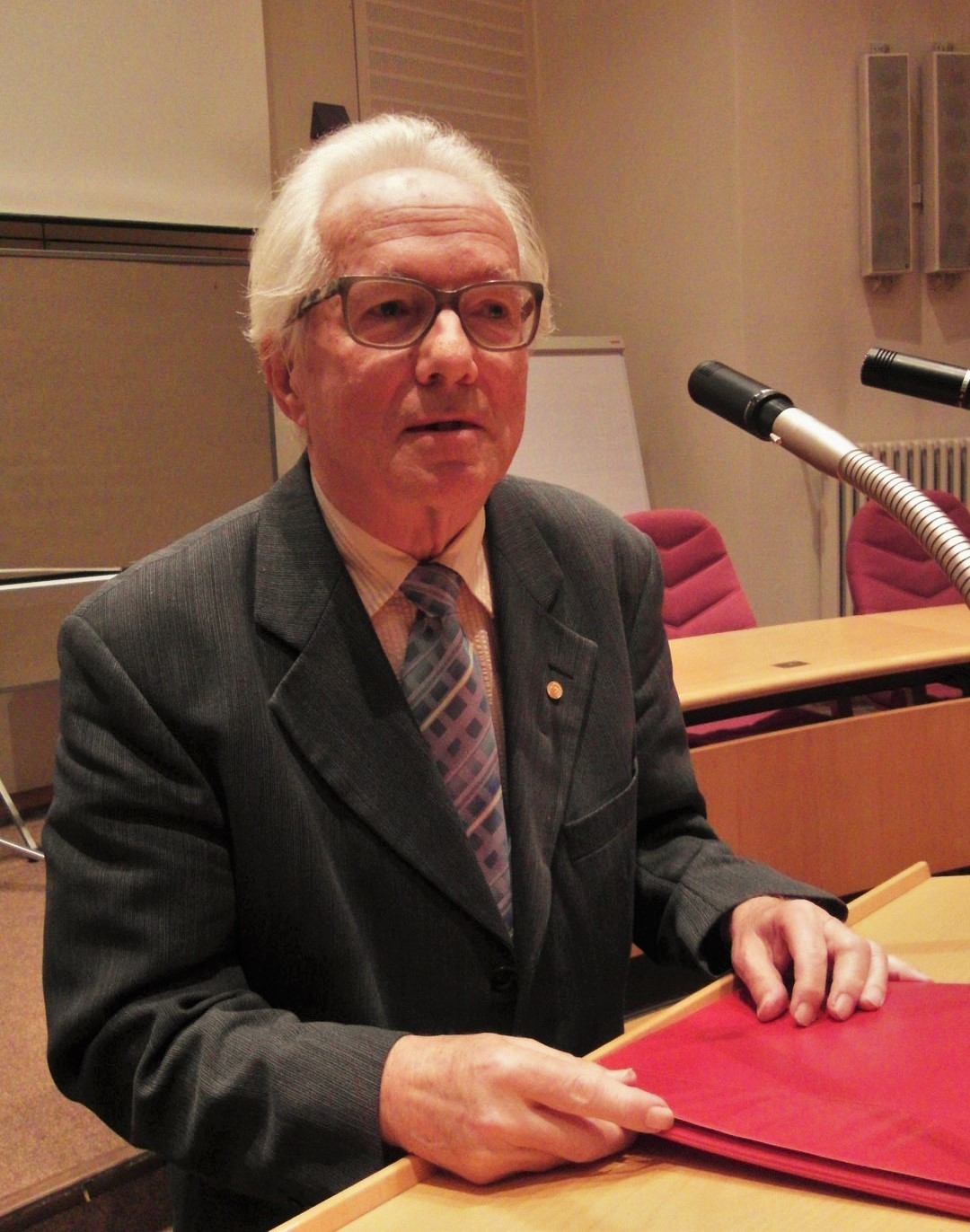
Karl-Heinz Bernhardt in der Leibniz-Sozietät (2015)

Karl-Heinz Bernhardt (* 24. Dezember 1935 in Zwickau) ist ein deutscher Meteorologe und ehemaliger Hochschullehrer. Er war von 1982 bis 1990 Präsident der Meteorologischen Gesellschaft der DDR.

## Leben
Bernhardt, Sohn eines Lehrers, absolvierte nach dem Erwerb des Abiturs in Auerbach/Vogtl. im Jahre 1953 ein Studium der Meteorologie am Geophysikalischen Institut der Karl-Marx-Universität Leipzig. Sein Fachstudium basierte auf einer soliden physikalisch-mathematischen Grundausbildung und war von zwei Professorenpersönlichkeiten geprägt: dem Grenzschichtspezialisten und Klimatologen Karl Schneider-Carius als Praktiker und zugleich Institutsdirektor sowie dem Theoretiker Horst Philipps (1905–1962). Nach dem plötzlichen Tod von Schneider-Carius im Jahre 1959 und einer kommissarischen Leitung durch Robert Lauterbach (1915–1995) übernahm Friedrich Kortüm (1912–1993) im Jahre 1961 die Leitung des Geophysikalischen Instituts.
Im Zeitraum von 1957 bis 1961 war Bernhardt als Aspirant und danach bis 1969 als Oberassistent am Geophysikalischen Institut der Universität in Leipzig tätig. 1962 wurde er mit der Arbeit Zur Theorie des vertikalen atmosphärischen Turbulenzwärmestroms promoviert und 1967 mit dem Thema Theoretische Untersuchungen zur Energetik der Atmosphäre habilitiert.
Im Jahr 1960 heiratete er die Mathematikstudentin Hannelore Kärgel der Universität Leipzig, später habilitierte Hochschuldozentin für Geschichte der Naturwissenschaften/Mathematik an der Humboldt-Universität zu Berlin. Das Ehepaar hat zwei Töchter: die promovierte Ingenieurin Mira Stranz (* 1963) und die Künstlerin Sandra Rienäcker (* 1968).
Mit der Hochschulreform von 1968 in der DDR wurde das Meteorologiestudium nur noch in Ost-Berlin fortgeführt und das Geophysikalische Institut der Leipziger Universität im Jahre 1971 geschlossen. Bernhardt nahm daher 1969 eine Berufung als Hochschuldozent für Meteorologie und Geophysik an die Sektion Physik der Humboldt-Universität zu Berlin (HUB) an.
Von 1970 bis 1994 wirkte Bernhardt an der HUB als ordentlicher Professor für Meteorologie. Von 1969 bis 1990 war er zugleich Leiter des Bereiches Meteorologie und Geophysik der Sektion Physik. Die Familie Bernhardt siedelte daher 1970 nach Berlin über.
Bernhardt arbeitete in einer Arbeitsgruppe der Meteorologischen Weltorganisation zu Problemen der atmosphärischen Grenzschicht mit. Er leitete von 1981 bis 1990 Projekte zur Physik der atmosphärischen Grenzschicht im Rahmen der Kommission der Akademien der Wissenschaften sozialistischer Länder für die multilaterale Zusammenarbeit zum komplexen Thema Globale Physikalische Forschungen (KAPG). Als expert reviewer nahm er an mehreren Begutachtungsrunden für den fünften IPCC Assessment Report 2013 teil, der einen Sachstandsbericht zum globalen Klimawandel darstellt.
Von 1970 bis 1991 war Bernhardt Vorstandsmitglied und von 1982 bis 1990 Präsident der Meteorologischen Gesellschaft der DDR.
1990 wurde er korrespondierendes Mitglied der Akademie der Wissenschaften der DDR.
1993 war er Gründungsmitglied der Leibniz-Sozietät der Wissenschaften zu Berlin, in der er von 1996 bis 2012 Sekretar der Klasse Naturwissenschaften und von 2012 bis 2016 Stellvertretender Sekretar der Klasse Naturwissenschaften und Technikwissenschaften war.
Bernhardts Arbeitsgebiete umfassen die Physik der Atmosphäre und des Klimasystems, insbesondere Probleme der Turbulenz und der atmosphärischen Grenzschicht, die Klimatologie sowie globale Umweltprobleme und die Geschichte der Meteorologie.

## Ehrungen
- 1953 Lessingmedaille in Gold
- 1978 Reinhard-Süring-Plakette der Meteorologischen Gesellschaft der DDR in Silber
- 1989 Reinhard-Süring-Plakette der Meteorologischen Gesellschaft der DDR in Gold
- 1989 Verdienter Hochschullehrer der DDR
- 1990 Korrespondierendes Mitglied der Akademie der Wissenschaften der DDR
- 2011 Daniel-Ernst-Jablonski-Medaille der Leibniz-Sozietät der Wissenschaften zu Berlin
- 2017 Ehrenurkunde vom Verein Brandenburgischer Ingenieure und Wirtschaftler (vbiw).

## Veröffentlichungen
Bernhardt hat über 300 wissenschaftliche Publikationen in Büchern, Sammelwerken, Festschriften, Lexika und Zeitschriften zu diesen Themen verfasst und war von 1972 bis 1991 Mitherausgeber der Zeitschrift für Meteorologie.
- Zur Entstehung und Klassifikation der tiefen Wolken. In: Karl Schneider-Carius (Hrsg.): Veröffentlichungen des Geophysikalischen Instituts der Karl-Marx-Universität Leipzig. Zweite Serie. Spezialarbeiten aus dem Geophysikalischen Institut und Observatorium, Band XVII, Heft 1. Akademie-Verlag, Berlin 1960.
- Gesetz und Bedingung in der Meteorologie. In: Wissenschaftliche Zeitschrift der Humboldt-Universität zu Berlin. Mathematisch-naturwissenschaftliche Reihe. 14 (4/5), 1965, S. 626–631.
- Neuere Untersuchungen am Geophysikalischen Institut der Karl-Marx-Universität zur Physik der troposphärischen Grundschicht. In: Wissenschaftliche Zeitschrift der Humboldt-Universität zu Berlin. Mathematisch-naturwissenschaftliche Reihe. 16, 1967, S. 563–587.
- Die Entropiebilanz des atmosphärischen Turbulenzwärmestroms. In: Zeitschrift für Meteorologie. 24, 1974, S. 106–112.
- mit Friedrich Kortüm: Beeinflussung der Atmosphäre durch menschliche Aktivitäten. In: Nationalkomitee für Geodäsie und Geophysik bei der Akademie der Wiss. der DDR. Geodät. und  Geophys. Veröff. Reihe II, Heft 21, 1976, S. 3–62.
- Globale physikalische Prozesse und Gesellschaft. Humboldt-Vorlesung 1978. In: Wissenschaftliche Zeitschrift der Humboldt-Universität zu Berlin. Mathematisch-naturwissenschaftliche Reihe. XXVII, 1978, S. 1–17.
- Ekman layer theories. In: G. A. McBean, K. Bernhardt u. a.: The Planetary Boundary Layer. (= WMO Techn. Note. No. 165, WMO-No. 530). 1979, S. 37–63.
- Probleme der Physik der Atmosphäre im Gebirge. In: Abh. d. Meteorol. Dienstes der DDR. Band XVI, Nr. 124, 1980, S. 7–25.
- Klima und Gesellschaft. In: Zeitschrift für Meteorologie. 31, 1981, S. 71–82.
- mit Peter Hupfer und Ernst August Lauter: Säkulare Änderungen in der atmosphärischen Umwelt des Menschen. Sitz. Ber. d. Akad. d. Wiss. d. DDR 4N, 1986.
- mit Claudia Mäder: Statistische Auswertung von Berichten über bemerkenswerte Witterungsereignisse seit dem Jahre 1000. In: Zeitschrift für Meteorologie. 37, 1987, S. 120–130.
- mit Heinz-Florian Albert und Wolfgang Mix: Ergebnisse und Erfahrungen bei der halbempirischen Modellierung der Vertikalprofile von Wind und Turbulenzkoeffizienten in der planetarischen Grenzschicht. In: Abh. d. Meteorol. Dienstes der DDR. Nr. 140, 1988, S. 7–19.
- Bodenluftdruck, Masse und potentielle Energie der Atmosphäre im Schwerefeld. In: Zeitschrift für Meteorologie. 41, 1991, S. 18–24.
- mit Thomas Foken: Atmospheric boundary layer research in Central and East European countries within KAPG, 1981–1990. In: Europ. Geophys. Soc., Geophys. Report. 01, 1994.
- mit Wolfgang Böhme: Klima und Menschheit. In: Sitz. Ber. d. Leibniz-Sozietät d. Wiss. zu Berlin. Heft 1/2, 1994, S. 51–88.
- Ausgewählte Arbeiten Hans Ertels zu theoretischen Grundlagen der Wettervorhersage. Einleitung und Kommentare. In: W. Schröder, H.-J. Treder (Hrsg.): Theoretical meteorology, weather prediction, cosmology and general applications. Selected scientific papers by Hans Ertel. In: Interdivisional commission on history of IAGA, Newsletters. No. 29, 1995, S. 8–107.
- Die Entdeckung der Stratosphäre. In: D. Hoffman, F. Bevilacqua, R. H. Stuewer (Hrsg.): The emergence of modern physics. In: Proc. Conf. Commemorating Century Physics, Berlin 22-24 March 1995. La Goliardica, Pavia 1996, S. 327–346.
- Schichtenbau der Atmosphäre, Himmelsanblick und Wolkengestalt. In: W. Wehry, F. J. Ossing (Hrsg.): Wolken – Malerei – Klima in Geschichte und Gegenwart. Deutsche Meteorologische Gesellschaft, Berlin 1997, S. 98–124.
- Zur Erforschung der Atmosphäre mit dem Freiballon – die Berliner wissenschaftlichen Luftfahrten (1888–1899). In: Dahlemer Archivgespräche. 6, 2000, S. 52–82.
- Alexander von Humboldts Beitrag zu Entwicklung und Institutionalisierung von Meteorologie und Klimatologie im 19. Jahrhundert. In: Jürgen Hamel, Eberhard Knobloch, Herbert Pieper (Hrsg.): Alexander von Humboldt in Berlin. Sein Einfluss auf die Entwicklung der Wissenschaften. (= Algorithmus. Studien zur Geschichte der Mathematik und der Naturwissenschaften. Heft 41). 2003, ISBN 3-9807122-8-1, S. 195–221.
- Die Berliner wissenschaftlichen Luftfahrten und der Beginn der internationalen Zusammenarbeit zur Erforschung der freien Atmosphäre. In: Dahlemer Archivgespräche. 10, 2004, S. 105–123.
- Zum 100. Geburtstag von Hans Ertel. Sitz. Ber. 71, 2004, S. 7–27.
- Teetassen-Zyklonen und Flussmäander – Einstein klassisch. In: Sitz. Ber. d. Leibniz-Sozietät der Wiss. zu Berlin. 78/79, 2005, S. 81–95.
- Die Klimazukunft Europas. Forschungsinstitut der Internationalen Wissenschaftlichen Vereinigung Weltwirtschaft und Weltpolitik (IWVWW) e. V., Berichte, 17. Jg., Nr. 176/177, Juli/August 2007, S. 73–87.
- Klima. In: W. F. Haug, F. Haug, P. Jehle (Hrsg.): Historisch-Kritisches Wörterbuch des Marxismus. Band 7/I, 2008, S. 1020–1034.
- Zur Erforschung der polaren atmosphärischen Grenzschicht vor dem Zweiten Internationalen Polarjahr 1932/33. In: Wissenschaftliches Jahrbuch des Deutschen Schiffahrtsmuseums. (= Deutsches Schiffahrtsarchiv. 31). 2008, S. 434–448.
- Heinrich Wilhelm Dove (1803–1879) und seine Stellung in der Geschichte der Berliner Meteorologie. In: Dahlemer Archivgespräche. 14, 2008, S. 61–100.
- Dialektik des Klimas. In: Sitz. Ber. d. Leibniz-Soz. d. Wiss. zu Berlin. 102, 2009, S. 123–157.
- Klima im Wandel. LIFIS ONLINE 2012. www.leibniz-institut.de/archiv/bernhardt_01_02_12.pdf
- Nuklearer Winter – Einwirkungen eines massierten Kernwaffeneinsatzes auf das Klimasystem. In: Abh. d. Leibniz-Soz. d. Wiss. zu Berlin. 32, 2012, S. 199–214.
- mit Hubert Laitko (Hrsg.): Akademische und außerakademische Forschung in Deutschland – Tendenzen und Zäsuren eines Jahrhunderts. Abhandlungen der Leibniz-Sozietät der Wissenschaften, Band 34. trafo Wissenschaftsverlag, Berlin 2013, ISBN 978-3-86464-031-5.
- Johann Wolfgang von Goethe – Poet, Naturforscher und Witterungschronist am Ausgang der kleinen Eiszeit. In: Goethes weiteres Erbe. 200 Jahre Klimastation Jena. (= Annalen d. Meteorologie. 46). 2013, S. 8–11.
- Energiewende im Klimawandel. Abh. d. Leibniz-Soz. d. Wiss. Bd. 31, 2014, S. 125–131.
- Von Goethes Wolkenstudien zu den wissenschaftlichen Luftfahrten – das Bild der freien Atmosphäre im 19. Jahrhundert. In: Europäische Wissenschaftsbeziehungen. Band 8, 2014, S. 7–32.
- Das Klimasystem der Erde im Licht des fünften IPCC-Sachstandsberichtes. online, PDF, 1–30.
- „Jesuiten, Gott, Materie“ wieder gelesen – eine persönliche Sicht. In: Abh. d. Leibniz-Soz. d. Wiss. zu Berlin. 40, 2015, S. 391–404.
- Komplexität und Einfachheit im Klimasystem der Erde. In: Sitz. Ber. d. Leibniz-Soz. d. Wiss. zu Berlin. 125/126, 2016, S. 25–47.
- Alexander Friedmann (1888–1925) und die Meteorologie. In: Europäische Wissenschaftsbeziehungen. Band 11, 2016, S. 227–240.
- Klima und Menschheit im Wandel. In: Sitz. Ber. d. Leibniz-Soz. d. Wiss. zu Berlin. 129, 2016, S. 23–45.
- Alexander von Humboldts Wirken für die Klimatologie aus heutiger Sicht. In: Sitz. Ber. d. Leibniz-Soz. d. Wiss. zu Berlin. 143, 2020, S. 63–81.
- Die Beziehungen zwischen Mensch und Natur im Werk von Karl Marx und der Klimawandel der Gegenwart. In: Wolfgang Girnus & Andreas Wessel (Hrsg.): Lebendiges Denken – Marx als Anreger. Leipziger Universitätsverlag, Leipzig 2020, S. 187–217.
- Der Klimawandel – Erscheinung und Wesen. In: Klaus Dethloff, Dietrich Spänkuch (Hrsg.): Zur Kopplung von Erd- und Weltraumwetter. Zoom-Veranstaltung der Leibniz-Sozietät der Wissenschaften zu Berlin am 12. Februar 2021 im Alfred-Wegener-Institut, Helmholtz Zentrum für Polar- und Meeresforschung Potsdam anlässlich des 100. Geburtstages von Ernst August Lauter (1920-1984). Sitzungsberichte der Leibniz-Sozietät der Wissenschaften zu Berlin, Band 148, Jahrgang 2021, S. 19–28. trafo Wissenschaftsverlag, Berlin 2021, ISBN 978-3-86464-225-8.